# قرار مجلس الأمن التابع للأمم المتحدة رقم 1486
قرار مجلس الأمن التابع للأمم المتحدة رقم 1486، المتخذ بالإجماع في 11 حزيران / يونيو 2003، بعد إعادة التأكيد على جميع القرارات المتعلقة بالحالة في قبرص، ولا سيما القرار 1251 (1999)، مدد المجلس ولاية قوة الأمم المتحدة لحفظ السلام في قبرص لفترة ستة أشهر حتى 15 ديسمبر 2003.
وأشار مجلس الأمن إلى النداء الوارد في تقرير الأمين العام كوفي عنان للسلطات في قبرص وشمال قبرص للتصدي بشكل عاجل للوضع الإنساني المتعلق بالمفقودين. كما رحب بالجهود المبذولة لتوعية أفراد حفظ السلام التابعين للأمم المتحدة بالوقاية من فيروس نقص المناعة البشرية / الإيدز والأمراض الأخرى ومكافحتها.
وبتوسيع تفويض قوة الأمم المتحدة، أقر القرار زيادة تصل إلى 34 من أفراد شرطة القوة بعد الرفع الجزئي للقيود المفروضة على حرية التنقل بين الجانبين اليوناني والتركي في الجزيرة. وأشار أيضا إلى الخطوات المحدودة التي اتخذها الجانب القبرصي التركي لتخفيف بعض القيود المفروضة في 30 حزيران / يونيو 2000 على عمليات قوة الأمم المتحدة المؤقتة في قبرص، ودعا إلى رفع القيود المتبقية. وكان هناك قلق من وقوع مزيد من الانتهاكات من جانب الجانب القبرصي التركي وحثهم على إعادة الوضع العسكري إلى ما كان عليه في ستروفيليا.
وأخيراً، طُلب من الأمين العام أن يقدم تقريراً إلى المجلس بحلول 1 كانون الأول / ديسمبر 2003 عن تنفيذ القرار الحالي.

## روابط خارجية
- نص القرار في undocs.org